# Eugeniusz Szewczyk
Eugeniusz Szewczyk (ur. 26 grudnia 1907 w Nowym Wiśniczu, zm. 1964) – polski polityk i urzędnik, w latach 1945–1946/8 prezydent Wałbrzycha.

## Życiorys
Po ukończeniu gimnazjum humanistycznego zamierzał podjąć studia, co jednak uniemożliwiła śmierć ojca. Później studiował na Wydziale Administracji Samorządowej Szkoły Nauk Politycznych w Warszawie (przerwał naukę z przyczyn materialnych) i po wojnie ukończył Wyższą Szkołę Nauk Administracyjnych w Łodzi. W 1926 pracował w nadleśnictwie Drohobycz jako praktykant. Od 1927 do 1939 zatrudniony w starostwie powiatu nieszawskiego (od 1932 z siedzibą w Aleksandrowie Kujawskim), odbywał kursy z prawa i handlu. Po napaści III Rzeszy przenosił się kolejno do Warszawy, ponownie Aleksandrowa Kujawskiego i Mielca, gdzie podjął pracę w firmie remontowo budowlanej (1940–1944).
Od września 1944 działał w Polskiej Partii Socjalistycznej (lubelskiej), został wówczas naczelnikiem Wydziału Wojskowego starostwa powiatowego w Mielcu. Następnie od marca 1945 krótko pracował jako zastępca starosty powiatu toruńskiego i w urzędzie pełnomocnika rządu RP na okręg Dolny Śląsk Stanisława Piaskowskiego. 12 maja 1945 otrzymał nominację na prezydenta Wałbrzycha (Pełnomocnika Rządu RP na obwód nr 27 Waldenburg). 24 maja 1945 przybył do Wałbrzycha, obejmując stanowisko od wojskowego komisarza radzieckiego 28 maja. Jako prezydentowi udało mu się m.in. przejąć część budynków administrowanych przez wojsko radzieckie (dzięki znajomości z pułkownikiem Pawłem Batowem), zorganizować polskie instytucje oświatowe, społeczne i kulturalne oraz sprowadzić dużą liczbę osadników. 12 maja 1946 jego stanowisko oficjalnie przekształcono w funkcję prezydenta miasta; zajmował je do lipca 1946 lub lipca 1948. W październiku 1948 na Konferencji Powiatowej PPS złożył samokrytykę, która wbrew jego oczekiwaniom poskutkowała wykluczeniem go z partii (utrzymanym po odwołaniu do Komisji Odwoławczej przy Komitecie Wojewódzkim PPS we Wrocławiu). W 1949 przyjęty przez prezydenta Olsztyna Czesława Browińskiego do pracy w administracji miejskiej, został później szefem Gazowni Miejskiej w Olsztynie.
Od 1937 był żonaty z Jadwigą, mieli syna Przemysława (ur. 1945). W 1946 wyróżniony tytułem honorowego obywatela Wałbrzycha.